# Johannes Nussbaum
Johannes Nussbaum (Mödling, 31 maggio 1995) è un attore austriaco, attivo nel settore cinematrografico e televisivo.

## Biografia
Attore bambino, debutta sul grande schermo nel 2007 in Import/Export. Nel 2012 ricopre il ruolo di protagonista nel film Blutsbrüder teilen alles e in Diamantenfieber oder Kauf dir einen bunten Luftballon, pellicole indipendenti del cinema austriaco. Per l'interpretazione del personaggio di Hansi nell'ultimo film, viene premiato come migliore attore protagonista al festival cinematografico Diagonale. Presente in teatro, ottiene rilevanza internazionale nel ruolo di Massimiliano I del Messico nella serie Netflix L'imperatrice.

## Filmografia

### Cinema
- Import/Export, regia di Ulrich Seidl (2007)
- Diamantenfieber oder Kauf dir einen bunten Luftballon, regia di Peter Kern (2012)
- Blutsbrüder teilen alles, regia di Wolfram Paulus (2012)
- Fuck you, prof! 2 (Fack ju Göhte 2), regia di Bora Dağtekin (2015)
- La famiglia von Trapp - Una vita in musica (Die Trapp Familie – Ein Leben für die Musik), regia di Ben Verbong (2015)
- Prélude, regia di Sabrina Sarabi (2019)
- La vita nascosta - Hidden Life (A Hidden Life), regia di Terrence Malick (2019)
- Hannes, regia di Hans Steinbichler (2021)

### Televisione
- Vorstadtweiber (2015-2018)
- L'imperatrice (Die Kaiserin), regia di Katrin Gebbe e Florian Cossen (2022-2024)

## Doppiatori italiani
Nelle versioni in italiano delle opere in cui ha recitato, Johannes Nussbaum è stato doppiato da:
- Alex Polidori in L'imperatrice